# Ambasada Kataru w Warszawie
Ambasada Kataru w Warszawie (arab. سفارة قطر في بولندا) – katarska placówka dyplomatyczna znajdująca się w Warszawie przy ul. Książęcej 15. 
Ambasador Kataru w Warszawie akredytowany jest także w Republice Łotewskiej.

## Siedziba
Stosunki dyplomatyczne pomiędzy Polską i Katarem nawiązano w 1989. W latach 1990–1999 w Polsce był akredytowany ambasador w Wiedniu, od 2000 do 2008 w Moskwie. Ambasadę w Warszawie Katar otworzył w 2008. Początkowo mieściła się w hotelu Sheraton przy ul. Prusa 2, następnie przy ul. Książęcej 15 (od 2012).